# 小野寺孝義
小野寺 孝義（おのでら たかよし、1959年 - ）は、日本の社会心理学者。広島国際大学教授。研究分野は社会心理学、心理統計学、超心理学。

## 経歴

### 学歴
- 1982年 - 茨城大学人文学部人文学科心理学専攻卒業
- 1988年 - 大阪大学大学院人間科学研究科博士課程単位取得退学（学術修士）

### 職歴
- 1988年 - 1992年、東海女子短期大学 講師
- 1992年 - 1994年、東海女子短期大学 助教授
- 1994年 - 2001年、東海女子短期大学 教授
- 2002年 - 現在、広島国際大学 教授

## 著書
- 『SPSS事典』（ナカニシヤ出版、2004年）
- 『文科系の学生のための数学入門2』（ナカニシヤ出版、2003年）
- 『文科系の学生のための数学入門1』（ナカニシヤ出版、2003年）
- 『新版SPSSXオプション編(共著)』（東洋経済新報社、1999年）
- 『Amosによる共分散構造分析と解析事例(共編著)』（ナカニシヤ出版、1999年）